# Boyer River
Boyer River är ett vattendrag i Kanada.   Det ligger i provinsen Alberta, i den centrala delen av landet, 3 100 km väster om huvudstaden Ottawa.
Omgivningarna runt Boyer River är en mosaik av jordbruksmark och naturlig växtlighet. Trakten runt Boyer River är nära nog obefolkad, med mindre än två invånare per kvadratkilometer.